# 堀越城
堀越城（ほりこしじょう）は、青森県弘前市堀越字川合・柏田にあった日本の城。国の史跡に指定されている。

## 概要
平城である。城址は熊野神社となっている。
文禄3年（1594年）津軽為信は堀越城を改修、大浦城から居城を移した。
その後、津軽信枚が高岡城（のちの弘前城）へ拠点を移す慶長16年（1611年）までの17年間、津軽氏の居城として栄えた。

## 構造
本丸を中心として、周囲を二の丸、三の丸、外構の曲輪が取り囲む形。
この形は津軽為信が文禄3年（1594年）居城移転の際に行った大改修により作られたと考えられる。
本丸は堀越城の中央やや西側に位置、五角形をしており、高さ（約）3mの土塁、幅15〜20mの内堀に囲まれている。
東と西に虎口あり。
本丸東門は3棟の建物で構成（南北32.5m）されており、内堀を隔てた三の丸とは木橋で繋がっていた。
本丸西門は幅2.4mと狭く、両側に土塁。二の丸とは土橋で繋がっていた。

## 歴史
- 1336年（建武3年）、北朝方の曾我太郎貞光により築城される。1571年（元亀2年）、大浦為信（津軽為信）はこの城に兵を集め、石川城を急襲。1594年（文禄3年）、大浦城より本拠を移す。1611年（慶長16年）、弘前城完成と共に本拠は弘前城に移ったのち、1615年（元和元年）の一国一城令により廃城となる。

### 近代以降
- 1975 - 1978年：国道7号弘前バイパス改築事業および前川の災害復旧工事に伴い、三の丸、外構および外堀の発掘調査が行われた。
- 1985年（昭和60年）11月15日：国の史跡「弘前城跡」（1952年（昭和27年）3月29日指定[1]）に堀越城跡を追加指定し、名称を「津軽氏城跡　堀越城跡　弘前城跡」に改称した。[2]
- 1989年（平成元年）3月：保存管理計画が策定された。
- 1998 - 2013年：保存管理計画に基づき、史跡整備のための発掘調査を行った。
- 2002年（平成14年）12月19日：津軽光信が入城した中世の城跡と種里城跡が国の史跡に追加指定され「津軽氏城跡　種里城跡　堀越城跡　弘前城跡」と改称した。
- 2012 - 2020年（予定）：1594年に行われた大改修後の姿を基本とし、曲輪、土塁および堀などを復元する史跡整備事業を実施。復元整備が完了した箇所から順次一般公開し、全面公開は2020年春を予定している。

## 遺構
- 曲輪
- 水堀
- 土塁

## キャラクター
弘前城で行われた天守の曳家工事を契機として、2016年（平成28年）に弘前市が地域おこしキャラクターのロボット「超城合体タメノブーンV」を制作。タメノブーンVを構成する5機の城ロボのうち、堀越城は「ホーリー」にあたる。